# Parc Faucigny-Lucinge
Le parc Faucigny-Lucinge est un  parc public arboré de 10,6 hectares de la commune de Melun, en Seine-et-Marne. Il est un des six parcs et jardins de la ville.
Le parc Faucigny-Lucinge a la particularité d'être situé sur le territoire de la commune limitrophe de Vaux-le-Pénil.

## Histoire
Le parc Faucigny-Lucinge est une ancienne parcelle du parc du Château de Vaux-le-Pénil. Il en suit donc l'histoire de sa création jusqu'à la seconde moitié du XXe siècle.
Établi au XVIIe siècle, il est redessiné par le paysagiste Achille Duchêne en 1892. À cette occasion, des arbres, comme le cèdre ou le sequoia, sont plantés, ce qui contribue à l'aspect actuel du parc.
À la Libération, le 20 août 1944, deux pompiers de la brigade de sapeurs-pompiers de Paris sont fusillés par les nazis à la grille d'entrée dite de l'Almont. Une stèle commémorative est présente dans le parc .

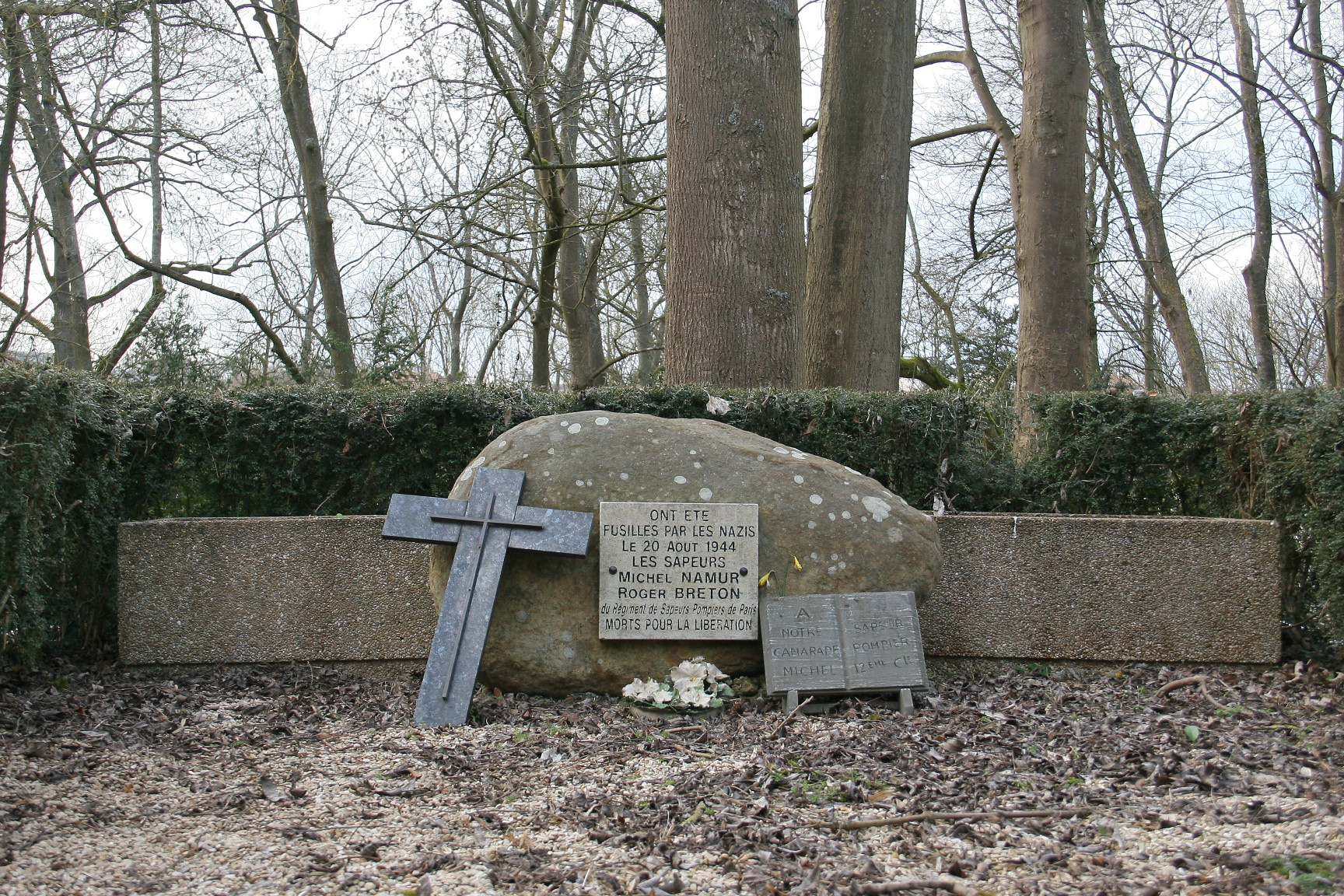
Stèle du parc melunais Faucigny-Lucinge

En 1966 à l'occasion du décès de Marie Juliette Ephrussi, propriétaire du château et de son parc, le parc Faucigny Lucinge est divisé du reste du parc du château.
Les héritières de Marie Juliette Ephrusi, Béatrix de Faucigny Lucinge et Coligny, et Françoise de Faucigny Lucinge et Coligny, font don à la ville de Melun d'une parcelle de 17 hectares et 10 ares, sous condition que la parcelle soit transformée en parc public.
La ville réalise des travaux sous la conduite de M. Fromage, ingénieur horticole et le parc ouvre au public au printemps 1966.
En 1972, la ville de Melun cède à l'hôpital de Melun (ancien centre hospitalier Marc Jacquet jusqu'en juin 2018) 6,31 hectares pour permettre la construction d'un bâtiment neuf.
La superficie du parc depuis cette époque est de 10,6 hectares.

## Disposition
Le parc est situé à la limite des communes de Melun et Vaux-le-Pénil, sur le territoire de cette dernière.
Il est bordé au sud par la promenade de Vaux (D39) et la Seine, à l'ouest par la rue Gaillardon et la rue Fréteau de Pény, le ru de l'Almont longeant une partie de la rue Gaillardon.
L'accès au parc se fait soit par la rue Fréteau de Pény, soit par la promenade de Vaux.
Au nord du parc se trouvent l'ancien centre hospitalier Marc Jacquet et la résidence du Château, à l'est le château de Vaux-le-Pénil et son parc.
Le parc Faucigny-Lucinge est situé à flanc de coteau, sur un plateau descendant vers la Seine et l'Almont, passant d'un altitude de 70 à 40 mètres.
Une partie du parc est classée par l'arrêté du 8 décembre 1964, au titre du critère pittoresque des lieux.

## Flore
La flore du parc est composée des arbres suivants :
- de cèdres de l'Atlas,
- de chênes,
- d'érables,
- de marronniers d'Inde,
- d'orme champêtre,
- de pins noirs,
- de platanes à feuille d’Érable,
- de robiniers,
- de Sequoia sempervirens.

### Galerie

Arbres du parc Faucigny-Lucinge
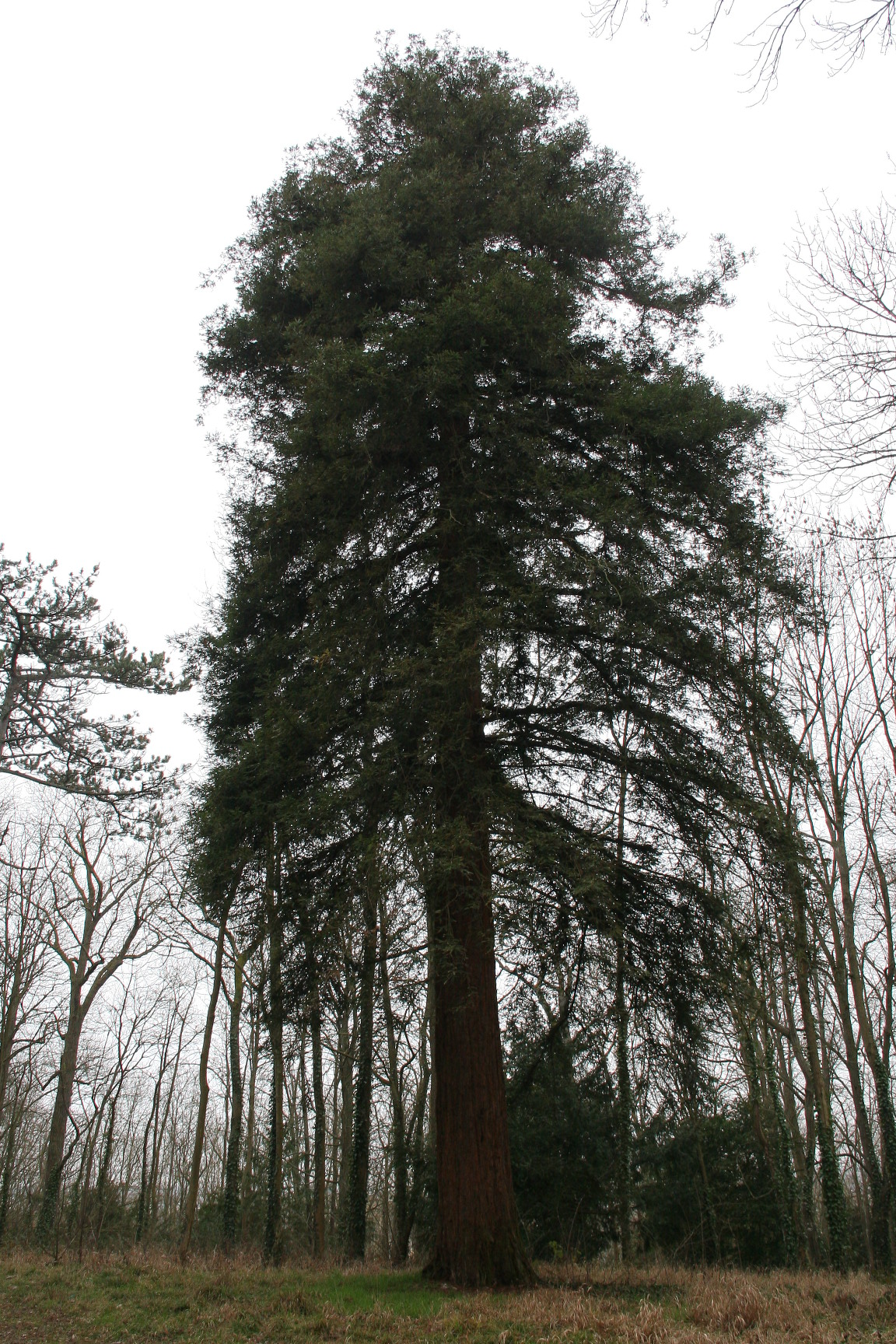
Séquoia.
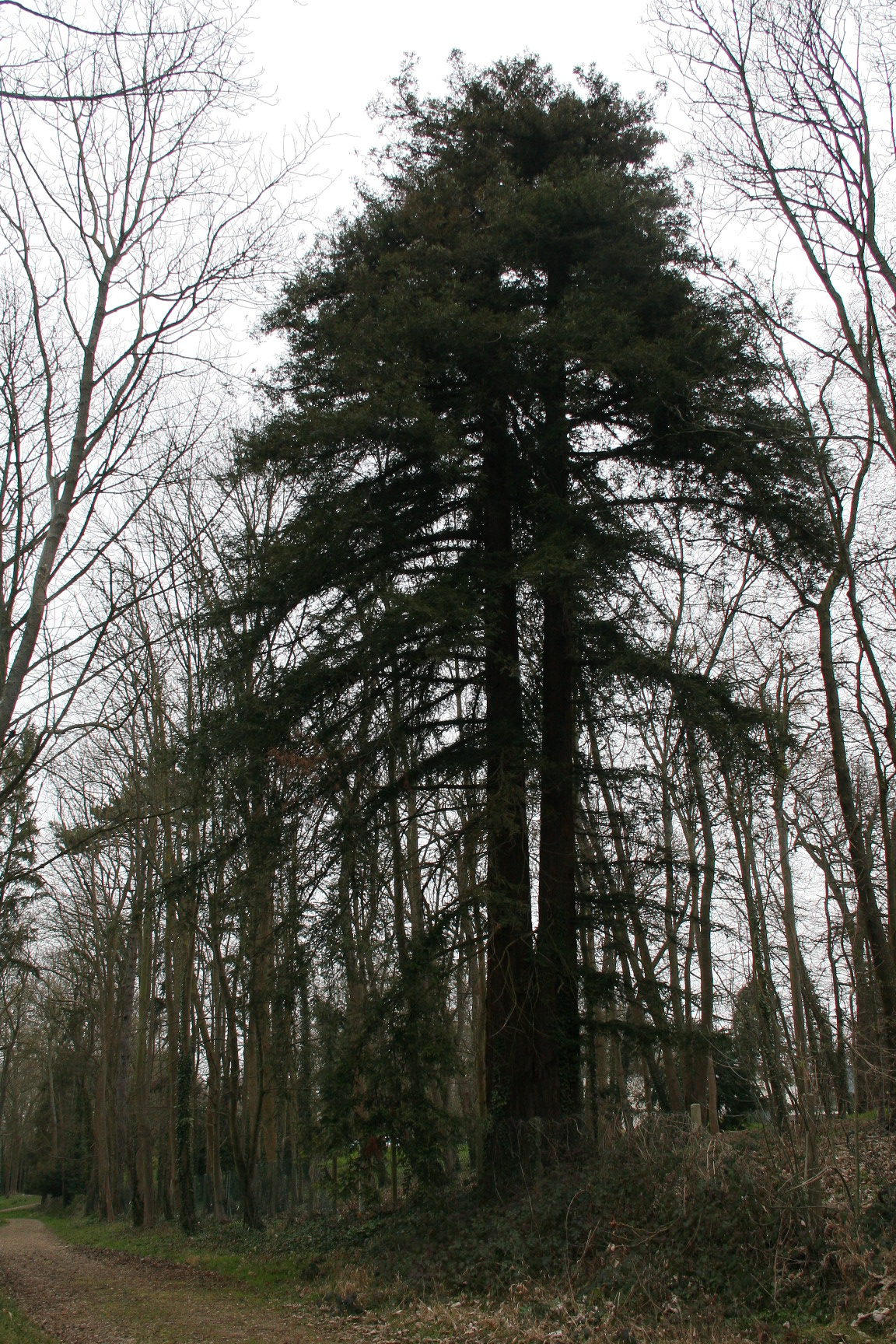
2e séquoia sur l'emprise de l'ancien centre hospitalier Marc Jacquet .
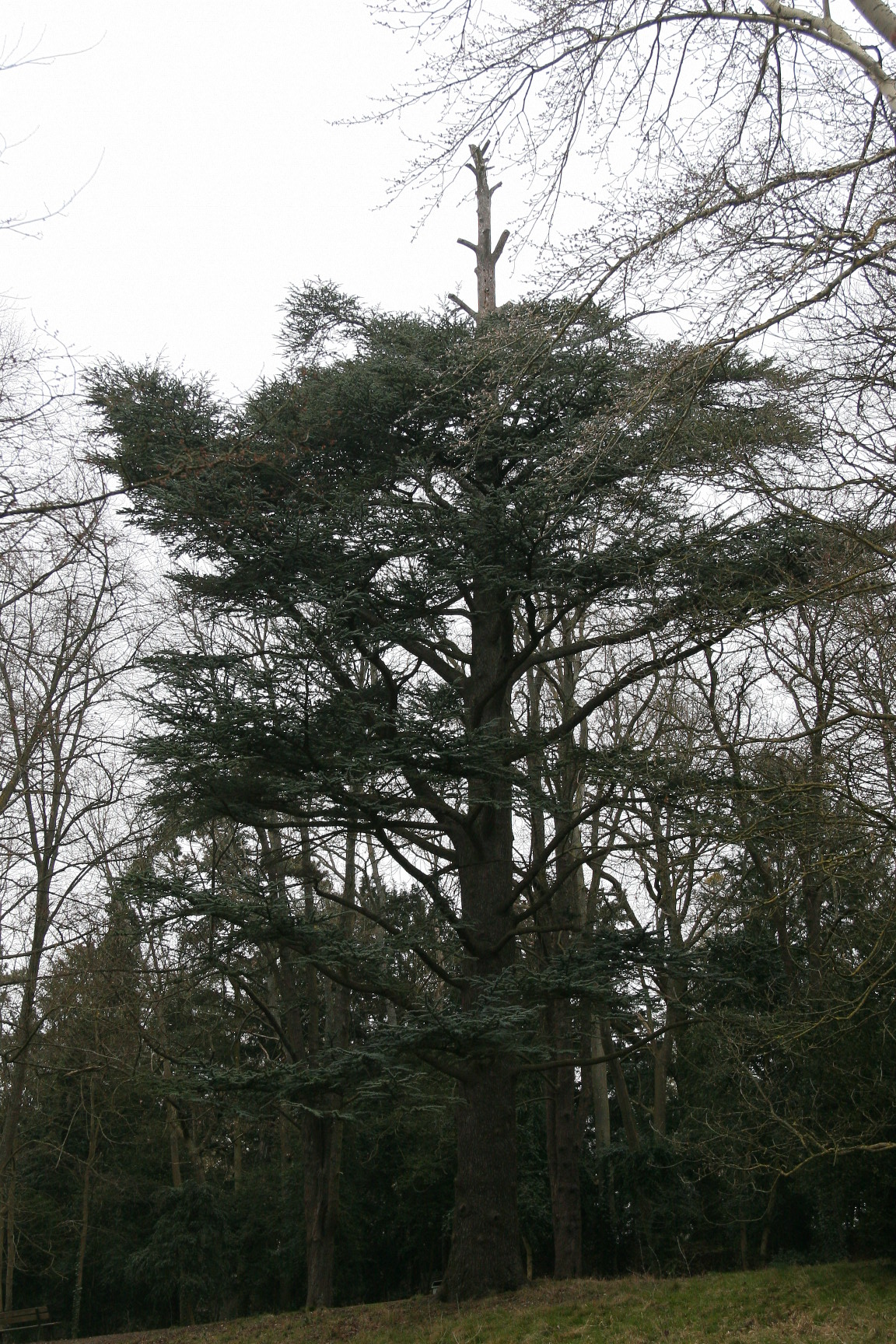
Un des grands sujets du parc.

Le parc est également composé d'arbustes :
- de buis,
- de sureau et de différentes autres espèces[13].

Différentes espèces d'orchidées sont également présentes dans le parc.

## Faune

### Les insectes
Différentes espèces ont été recensées dans le parc :
- des coléoptères dont des coccinelles,
- des papillons de jour[15].

### Les oiseaux
Lors d'une enquête de 2012, 42 espèces d'oiseaux ont été recensées, dont la mouette rieuse et le pigeon colombin.